# Gymnastiki Enosi Véria
Ne doit pas être confondu avec AS Fílippos Véria.
Le Gymnastiki Enosi Verias est un club de handball situé à Véria en Grèce.

## Palmarès
Hommes
- Championnat de Grèce (1) : 1997

Femmes
- Championnat de Grèce (6) : 1988, 1989, 1990, 1991, 1992, 1993
- Coupe de Grèce (7) : 1987, 1989, 1990, 1992, 1992, 1993